# Pararuellia lowei
Pararuellia lowei är en akantusväxtart som först beskrevs av Spencer Le Marchant Moore, och fick sitt nu gällande namn av Cornelis Eliza Bertus Bremekamp och Nannenga-bremek.. Pararuellia lowei ingår i släktet Pararuellia och familjen akantusväxter. Inga underarter finns listade i Catalogue of Life.